# Де Агустини, Луис
Луи́с Алеха́ндро Рубе́н де Агусти́ни Варе́ла (араб. لويس أليخاندر روبين دي أغوستيني فاريلا‎, исп. Luis Alejandro Rubén de Agustini Varela; род. 5 апреля 1976, Саусе, Канелонес) — ливийско-уругвайский футболист, игравший на позиции вратаря.

## Карьера
Де Агустини начинал карьеру в «Пеньяроле», но не смог стать основным вратарём и ушёл в «Ливерпуль» (Монтевидео). В 2003 году он отправился в аренду в «Аль-Иттихад» (Триполи), заменив выбывших из строя вратарей и получив значительную прибавку к зарплате, стал натурализованным ливийцем и дебютировал за сборную Ливии. В апреле 2003 года Де Агустини в составе «Аль-Иттихада» сыграл в товарищеском матче против «Барселоны» (0:5) на «Камп Ноу». В «Аль-Иттихаде» и сборной Ливии Де Агустини выступал вместе с Саади Каддафи, сыном Муаммара Каддафи.
По истечении контракта с «Ливерпулем» в 2005 году он вернулся в «Аль-Иттихад», с которым стал чемпионом Ливии и выиграл Кубок и Суперкубок Ливии. По возвращении из Африки Де Агустини также выступал за чилийский «Депортес Консепсьон» и уругвайскую «Пласа Колония».
В составе сборной Ливии Де Агустини сыграл в двух матчах Кубка африканских наций 2006. Всего на его счету 12 матчей за сборную Ливии, в том числе против сборной родного Уругвая в мае 2006 года.